# Nduka Usim
Nduka Charles Usim (Lagos, 23 settembre 1985) è un ex calciatore nigeriano naturalizzato azero, di ruolo difensore.

## Carriera

### Club
Dopo aver giocato in Nigeria nell'Enugu Rangers, si trasferisce nel campionato azero militando con Olimpik Baku e AZAL Baku. Nel 2013 passa alla squadra turca del Tavşanlı Linyitspor.

### Nazionale
Nato in Nigeria, nel 2007 sceglie di rappresentare l'Azerbaigian a livello internazionale.